# Symplocos longipes
Symplocos longipes là một loài thực vật thuộc họ Symplocaceae. Đây là loài đặc hữu của México.